# Apeadero de Praias do Sado A

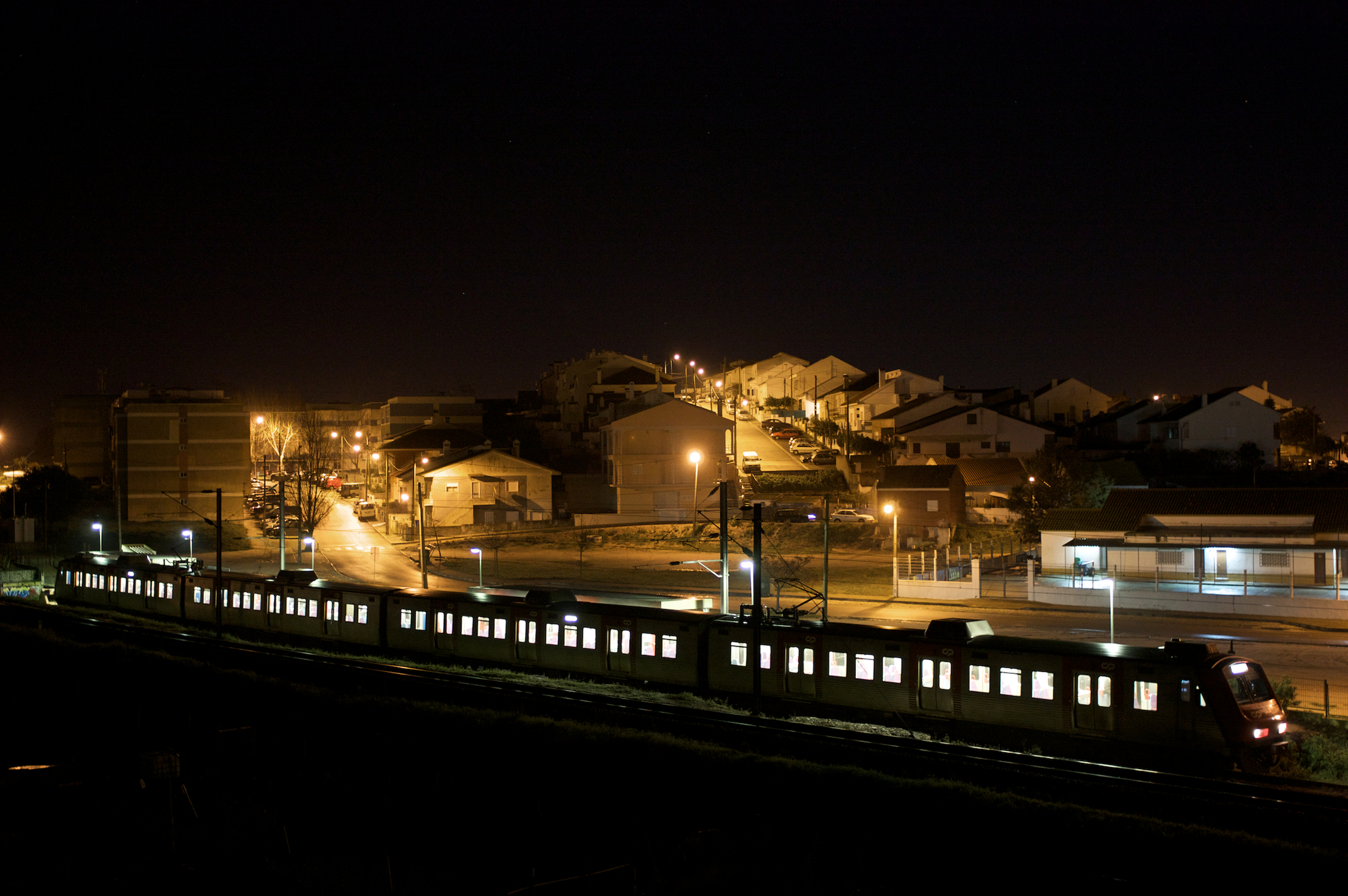
Automotor de la USGL partiendo del apeadero.

El Apeadero de Praias do Sado-A, igualmente conocido como Estación de Praias do Sado-A o Apeadero de Praias Sado-A, es una infraestructura ferroviaria de pasajeros de la Línea del Sur situada en el ayuntamiento de Setúbal, en Portugal; es una de las interfaces terminales del Servicio “Línea del Sado” de la División de Lisboa de la operadora Comboios de Portugal. Se localiza en un ramal de resguardo de la Línea del Sur, al PK 33,799, habiendo sufrido obras de modernización en 2008. 
Sirve a las parroquias de Sado y de São Sebastião, siendo la plataforma ferroviaria más próxima al Instituto Politécnico de Setúbal, de la localidad residencial de Playas de Sado, y de diversas instalaciones industriales.